# Telegdi András
Telegdi András, Andrew Telegdi (Budapest, 1946. május 28. – Waterloo, Ontario, 2017. január 23.) magyarországi születésű kanadai politikus, országgyűlési képviselő.

## Élete
Az 1956-os forradalom leverése után hagyta el Magyarországot a családjával, és 1957-ben érkezett Kanadába. Egyetemi tanulmányait a University of Waterloon folytatta az 1970-es években. 1993 és 2008 között a Kanadai Képviselőház tagja volt a Kanadai Liberális Párt képviseletében.